# 京都市立東総合支援学校
京都市立東総合支援学校（きょうとしりつ ひがし そうごうしえんがっこう）は、京都府京都市山科区にある特別支援学校。

## 所在地
- 〒607-8122　京都市山科区大塚高岩3
  - 地下鉄東西線 東野駅 から徒歩約25分
  - JR 東海道本線 山科駅 からタクシーで約10分。
  - 京阪バス 国道大塚バス停 下車で徒歩約15分。

## 設置学部
- 小学部
- 中学部
- 高等部

## 沿革
- 2004年（平成16年） - 総合制・地域制実施により京都市立東総合養護学校と改める
- 2007年（平成19年） - 京都市立東総合支援学校と改める